# 村上市消防本部
村上市消防本部（むらかみししょうぼうほんぶ）は、新潟県村上市の消防部局（消防本部）。管轄区域は村上市、岩船郡関川村、粟島浦村の全域。

## 概要
- 消防本部：村上市塩町12番6号
- 管内面積：1,483.71km2
- 職員定数：145人
- 消防署1カ所、分署5カ所
- 消防団：3 （村上市消防団、関川村消防団、粟島浦村消防団）
- 主力機械（2010年4月1日現在）
  - 普通消防ポンプ自動車：5
  - 水槽付消防ポンプ自動車：2
  - はしご付消防自動車：1
  - 化学消防自動車：1
  - 救急自動車：8
  - 救助工作車：1
  - 指令車：1
  - 広報車：6
  - その他：2

## 管轄区域
- 村上市、岩船郡関川村、粟島浦村全域
- 日本海沿岸東北自動車道
  - 下り 荒川胎内I.C. - 朝日まほろばI.C.
  - 上り 朝日まほろばI.C. - 中条I.C.

## 沿革
- 1973年 - 消防事務等を共同で処理することを目的に、旧村上市及び岩船郡6町村により岩船地域広域事務組合設立
- 1974年 - 岩船地域広域事務組合消防本部、消防署発足。職員には旧村上市消防本部、消防署職員26名及び構成町村職員5名、新採用職員63名の計94名をもって業務開始。
  - 1本部、1署、3分所（南、朝日、北）にて業務を開始。
- 1980年 - 西分所新設（4分所）
- 1986年 - 南分所管轄内の旧荒川町及び岩船郡関川村へそれぞれ新分所を設置し、南分所を廃止。各分所名称を消防署関川分所、荒川分所、神林分所（西）、朝日分所、山北分所（北）と改称し、1本部、1署、5分所となる。
- 2008年4月1日 - 旧村上市、岩船郡荒川町、神林村、朝日村及び山北町の新設合併に伴い、新たな村上市が発足する。
  - 一部事務組合の岩船地域広域事務組合が合併前日をもって解散し、新・村上市に承継する。
  - 単独消防として村上市消防本部を設置する。岩船郡関川村、粟島浦村においては、常備消防事務を村上市への委託とし関川村内へ村上市消防署関川分署を区域外設置した。
    - 実質的には「岩船地域広域事務組合消防本部」が「村上市消防本部」へと移行した形になる。
- 2009年 - 荒川分署を移転新築し、日本海沿東北自動車道での災害対応のため救急隊を2隊体制とし同年度に水槽付消防ポンプ自動車を配備した。

## 組織
- 消防本部 - 総務課、警防課、予防課
- 村上市消防署 - 指揮隊、第1、第2各小隊に第1消防分隊、第2消防分隊、化学車分隊、第1救急分隊、第2救急分隊、救助分隊、はしご分隊
- 荒川分署 - 第1、第2各分隊に消防分隊、第1救急分隊、第2救急分隊
- 他の分署 - 第1、第2各分隊に消防分隊、救急分隊

## 消防署
| 消防署       | 住所              | 分署 |
| ------------ | ----------------- | --- |
| 村上市消防署 | 村上市塩町12番6号 | 荒川：村上市大津1669番地1 神林：村上市牧目1224番地1 朝日：村上市岩沢4887番地4 山北：村上市府屋6番地35 関川：岩船郡関川村大字下関1956番地（区域外設置） |